# شنة (سمك)
الشنة أو خُبَّاط (الاسم العلمي: Channa) هي جنس من الأسماك تتبع الفصيلة الشنات من رتبة الفرخيات.

## أنواع سمك الشنة
- شنة أرغنية
- شنة أسامية
- شنة أندونيسية
- شنة آسيوية
- شنة بارامية
- شنة بنكانية
- شنة بورمية
- شنة جميلة
- شنة سوداء الجسم
- شنة سوداء الزعانف
- شنة شرقية
- شنة طويلة الفم
- شنة مبقعة
- شنة مبقعة برتقالية
- شنة مقلمة
- شنة منقطة